# Nowega
Die Nowega GmbH ist ein deutscher Fernleitungsnetzbetreiber mit Sitz in Münster. Das Unternehmen betreibt und vermarktet rund 1.500 Kilometer Gashochdruckleitungen, die Teil des deutschen Fernleitungsnetzes zum Transport von Erdgas sind.
Das Unternehmen ist eine 100%ige Tochter der Erdgas Münster GmbH. Mit vier weiteren Fernleitungsnetzbetreibern ist Nowega Gesellschafter der Gaspool Balancing Services GmbH, eines der beiden Marktgebietsverantwortlichen im deutschen Gasmarkt. Nowega ist Gründungsmitglied der Initiative GET H2, die das Ziel verfolgt, eine deutschlandweite Wasserstoffinfrastruktur zu etablieren.

## Geschichte
Im Februar 2012 wurde die Erdgas Münster Transport GmbH & Co. KG – ein bisheriger Unternehmensbestandteil der Erdgas Münster GmbH – in die Nowega GmbH überführt. Damit wurde das Unternehmen gemäß dem Energiewirtschaftsgesetz (EnWG) als Unabhängiger Transportnetzbetreiber (UTB) aufgestellt. Dies war durch einen neuen EU-Rechtsrahmen notwendig geworden, der die vollständige Entflechtung von Handel und Transport von Erdgas vorgeschrieben hatte. Für die Entflechtung aller geforderten Bereiche gemäß den gesetzlichen Vorgaben erhielt die Nowega GmbH im November 2012 als einer der ersten Fernleitungsnetzbetreiber in Deutschland die Zertifizierung als UTB durch die Bundesnetzagentur (BNetzA). Als Fernleitungsnetzbetreiber unterliegt die Nowega GmbH der deutschen und europäischen Gasmarktregulierung.

## Leitungsnetz / Produkte
Das Leitungsnetz erstreckt sich von der niederländischen Grenze quer durch Niedersachsen bis in das Wendland sowie über Teile Nordrhein-Westfalens. In Rehden, Landkreis Diepholz, betreibt Nowega eine Erdgaskonvertierungsanlage.